# Katerine Avgoustakis
Katerine Avgoustakis (f, Bélgica, 16 de septiembre de 1983) es una cantante greco-belga.
Denominada Katerine por su sello discográfico, fue miembro del grupo de música pop Indiana antes de comenzar su carrera como solista en 2002. En 2005 ganó Star Academy (la versión belga de Operación Triunfo).

## Biografía
Avgoustakis nació el 16 de septiembre de 1983. De padre griego y madre belga, la que murió en 2005 con 54 años afectada de cáncer. Toca el piano desde pequeña y lo usa habitualmente para componer.

## Carrera musical

### 2002–2006: Indiana,Star Academy,KaterineyEurovisión
Katerine Avgoustakis hizo su primera aparición en un escenario como miembro de la banda Indiana en 2002, con la cual participó en la final nacional para representar a Bélgica en el Festival de la Canción de Eurovisión 2002 con la canción Imitation Love. Indiana no pasó de la ronda de semifinales, y finalmente ese año Bélgica fue representada por Sergio & The Ladies el que quedó en la posición número 13 con 33 votos.
Después de separarse, Katerine participó en el concurso Star Academy en Flandes en 2005. Tras un duro camino, se hizo con el voto de favor del público y consiguió alzarse ganadora del concurso, consiguiendo así un contrato discográfico con Universal.
El primer sencillo de la cantante, New Day, lanzado en julio de 2005 fue todo un éxito en Bélgica llegando hasta el número 2 en los charts belgas. New Day fue escrita y producida por Regi Penxten y Filip Vandueren y fue certificado de oro en Bélgica.
Tres meses más tarde, recibió el premio TMF Flandes a la Artista Revelación Nacional.
Su álbum debut Katerine fue lanzado al mercado el 14 de noviembre de 2005 en Bélgica y en mayo en los Países Bajos. Debido a la inesperada muerte de su madre, la que padecía de cáncer, su segundo sencillo, Here Come All the Boys, se retrasó para ser lanzado en octubre de 2005. Este es el primer sencillo que se lanzó en los Países Bajos, que alcanzó el número 89 en los charts de sencillos de aquel país.
En 2006, Katerine Avgoustakis obtuvo tres nominaciones en los premios TMF: Mejor música pop nacional, mejor artista femenina y mejor vídeo nacional de los cuales obtuvo los dos primeros.
Katerine también ganó la primera preselección belga para el Festival de la Canción de Eurovisión 2006 con la canción Watch Me Move, pero no llegó a participal en el Festival, ya que los jueces pensaron que su voz no era lo suficientemente potente como para ganar.
El tercer sencillo de su álbum Katerine, Take Me Home, fue lanzado el 4 de abril de 2006 en Bélgica, con Watch Me Move como B-side.

### 2007 - Actualidad: Nuevo disco, nueva compañía discográfica y de nuevo Eurovisión
En 2007, Katerine Avgoustakis participó en Sterren Op Het Ijs, la versión belga de Desafío Bajo Cero, donde quedó en segundo lugar.
En mayo de 2007, lanzó Live Wire, el primer sencillo de su segundo álbum. El videoclip de la canción fue su primer video animado.
Un par de meses más tarde, Katerine lanzó un nuevo sencillo, Don't Put It on Me y ella y su compañía discográfica acabaron sus relaciones, ya que ambas tenían ambiciones distintas.
Avgoustakis pronto llegó a un acuerdo con la compañía discográfica Mostiko, con la que lanzó su nuevo sencillo Shut Your Mouth, donde se notaba una gran evolución de su primer trabajo. El sencillo llegó a la posición número 3 en los charts de Bélgica. En los siguientes meses, la cantante lanzó 3 sencillos más de su nuevo álbum titulado Overdrive: He's Not Like You, Upon The Catwalk (Banda sonora de un programa belga) y Ultrasonic, el que tuvo gran éxito en Canadá.
En 2010, aspiró a representar a Grecia en el Festival de la Canción de Eurovisión 2010., pero fue descalificada por publicar su candidatura mediante un remix en YouTube antes del plazo permitido para hacer pública la canción.
Actualmente, ha dejado la música aparcada y se encuentra trabajando para una agencia belga como relaciones públicas.

## Discografía

### Álbumes

#### Canciones
| 1. Out On You 2. Here Come All The Boys 3. Take Me Home 4. Catfight 5. Born 6. New Day (Main Version) 7. 2much4you 8. Loving You 9. All Night Long 10. One Way Ticket 11. Intertwined 12. I'll Be There 13. New Day (Single Version) |

| 1. Upon The Catwalk 2. Treat Me Like A Lady 3. Shut Your Mouth (Main Version) 4. Now I Know You 5. Ultrasonic (Main Version) 6. No Strings Attached 7. Burn It Down 8. Some Boys Some Guys 9. Loose My Mind 10. He's Not Like You 11. Lazy Sunday 12. Don't Put It On Me 13. Live Wire 14. Time To Make A Change 15. Back/Off 16. Shut Your Mouth (Radio Edit) 17. Ultrasonic (Radio Edit) |

|  |

### Posición en listas De álbumes y sencillos

#### Álbumes
| Año  | Álbum                        | Lista                      | Mejor posición |
| ---- | ---------------------------- | -------------------------- | -------------- |
| 2005 | Katerine                     | Belgian UltraTop 50 Albums | #9             |
| 2005 | Katerine                     | Belgian Top 20 Albums      | #3             |
| 2008 | Overdrive                    | Belgian UltraTop 50 Albums | #82            |
| 2012 | The Real Me (álbum acústico) | Belgian UltraTop 50 Albums | —              |

- Bélgica tiene dos listas oficiales:

- UltraTop 50 es una lista en la que se encuentran sencillos y álbumes belgas e internacionales.
- Belgian Top 20 es una lista donde solo entran álbumes y sencillos de artistas belgas.

- El álbum tuvo su peak en el número 86 en Belgium UltraTop 50 Albums Year End Chart y número 27 en la lista de fin de año de Belgian Top 50 Albums

#### Sencillos
(BEL) - UltraTop 50, (NED) - GfK Single Top 100, (POL) - Nielsen Music Control Top 100
| Año         | Título                       | Álbum                  | Posiciones en lista | Posiciones en lista | Posiciones en lista | Posiciones en lista | Posiciones en lista |
| Año         | Título                       | Álbum                  | BEL                 | NED                 | POL                 | BUL                 | RUS                 |
| ----------- | ---------------------------- | ---------------------- | ------------------- | ------------------- | ------------------- | ------------------- | ------------------- |
| 2005        | "New Day"                    | Katerine               | 2                   | -                   | -                   | -                   | -                   |
| 2005        | "Here Come All The Boys"     | Katerine               | 5                   | 89                  | -                   | -                   | -                   |
| 2006        | "Take Me Home/Watch Me Move" | Katerine               | 15                  | -                   | -                   | -                   | -                   |
| 2006        | "Catfight"                   | Katerine               | 32                  | -                   | -                   | -                   | -                   |
| 2007        | "Live Wire"                  | Overdrive              | 27                  | -                   | -                   | -                   | -                   |
| 2007        | "Don't Put It On Me"         | Overdrive              | tip4                | -                   | -                   | -                   | -                   |
| 2008        | "Shut Your Mouth"            | Overdrive              | 3                   | -                   | -                   | -                   | -                   |
| 2008        | "He's Not Like You"          | Overdrive              | 34                  | -                   | -                   | -                   | -                   |
| 2008        | "Ultrasonic"                 | Overdrive              | 20                  | -                   | -                   | -                   | -                   |
| 2008        | "Upon The Catwalk"           | Overdrive              | 38                  | -                   | -                   | -                   | -                   |
| 2009        | "Ayo Technology"             | Overdrive (Re-Release) | -                   | -                   | 1                   | 8                   | 54                  |
| 2009        | "Treat Me Like A Lady"       | Overdrive              | 26                  | -                   | 4                   | -                   | -                   |
| 2010        | "Enjoy The Day"              | TBA                    | 26                  | -                   | 21                  | -                   | -                   |
| 2010        | "Merry Xmas"                 | TBA                    | tip33               | -                   | -                   | -                   | -                   |
| Top 10 hits | Top 10 hits                  | Top 10 hits            | 3                   | 0                   | 2                   | 1                   | 0                   |